# Daiki Niwa
Daiki Niwa (jap. 丹羽 大輝, Niwa Daiki; * 16. Januar 1986 in Kawachinagano, Präfektur Osaka) ist ein japanischer Fußballspieler.

## Karriere

### Verein
Niwa begann mit dem Fußball während seiner Grundschulzeit beim Verein Nankadai FC und spielte anschließend für die Jugendmannschaften des Erstligisten Gamba Osaka – Gamba Osaka Junior Youth während der Mittelschule und Gamba Osaka Youth während der Oberschule. Nach seinem Schulabschluss wurde er 2004 vom Erstligisten übernommen. Sein erstes Profispiel hatte er jedoch erst am 3. März 2007 beim Zweitligisten Tokushima Vortis, an den Niwa ausgeliehen wurde. 2008 folgten weitere Leihen an Ōmiya Ardija und bis 2011 an Avispa Fukuoka. Nach Ablauf der Leihe spielte er noch bis 2017 bei Gamba Osaka und wechselte anschließend zum Ligakonkurrenten Sanfrecce Hiroshima. Von 2018 bis 2020 lief er für den FC Tokyo auf und war zwischenzeitlich in der Reserve des Vereins aktiv. Nach kurzer Vereinslosigkeit spielt er aktuell beim spanischen Viertligisten Sestao River Club.

### Nationalmannschaft
Niwa war durchgehend in den U-15 bis U-20 Auswahlmannschaften vertreten, wo er 2002 sein erstes internationales Spiel gegen die Vereinigten Arabischen Emirate hatte. 2015 debütierte er für die japanische Fußballnationalmannschaft, mit der er sich für die Fußball-Ostasienmeisterschaft 2015 qualifizierte.

## Erfolge
Gamba Osaka
- Japanischer Meister 2005, 2014
- Japanischer Zweitligameister 2013
- J. League Cup 2014
- Kaiserpokal 2014, 2015
- Supercup 2015

FC Tokyo
- J.League Cup 2020